# Австралийская мифология
Австралийская мифология — система верований коренных народов Австралии.
В Австралии около 900 различных этнических групп коренного населения. У каждой из них не только своё собственное название, но и свой особый язык или характерный диалект. Традиция каждой из этих групп была использована для классификации некоторых имён или конкретных мифов.
Существует такое огромное количество групп и языков, верования и обычаи настолько разнятся, что охарактеризовать Австралийскую мифологию общим понятием не представляется возможным. Весь спектр многообразия мифов постоянно развивается и перерабатывается всеми группами населения континента. Мифология аборигенов Австралии представляет собой сочетание сходств и различий всего континента.

## Радужный змей
В 1926 году английский антрополог, специализирующийся на этнологии и этнографии аборигенов Австралии, профессор Альфред Рэдклифф-Браун отметил, что многие группы коренных народов, распределённых по всему австралийскому континенту, видимо, сохраняют варианты одного (общего) мифа, повествующего о змее — невероятно сильном, зачастую опасном, иногда огромном, тесно связанном с радугой, дождём, реками и глубокими водоёмами. Рэдклифф-Браун использовал термин «Радужный змей» для описания данного божества. Происходившее от более крупного существа, видимого как тёмная полоса в Млечном Пути, оно проявляется перед людьми в этом мире в виде радуги. Существо обладает лечебными способностями, оно может лечить язвы, слабость и другие болезни.